# 美国地理学家协会
美国地理学家协会（英文：American Association of Geographers）是一个非营利的科学教育学会，成立于1904年，致力于提高对地理学及相关领域的理解、研究和重要性。其总部位于美国华盛顿特区第16大街西北1710。

## 历史
该组织1904年12月29日成立于美国费城，1948年12月29日在威斯康星州麦迪逊与美国职业地理学家协会合并。

## 会员
截至目前该协会共有会员10000多名，来自60多个国家，是北美最大的地理学协会之一。AAG会员为地理学家和从事相关研究工作的专业人员。这些成员的职业广泛，包括全球各地的大学教授、社区学院教师、各级政府研究者以及分析师、规划师、地图学家、科学家、非营利性组织成员、企业家、商人、基础教育教师、研究生、退休人员、大学管理员等等。

## 出版物
《美国地理学家协会年鉴》（Annals of the Association of American Geographers）和《职业地理学家》（The Professional Geographer）是该协会的核心刊物。
AAG也出版月度通讯，包括对地理学相关课题的思考和与协会相关事宜的讨论、地理招聘专栏、AAG会员的创新和成果等。AAG还出版美国地理学课题指南。该指南完整地描述了南北美洲授予地理学位、地理文凭或地理课程的高等教育相关课题。因此，该指南成为了寻求地理课题作为职业目标的学生指导手册，该指南也通过记载对大学和社区学院提供的重点、教师和课程信息为公众服务。

## 专业团体
AAG有超过60个专业团体 （页面存档备份，存于），由AAG中对于区域或相关主题感兴趣的成员自发组织，如下表所列。这些专业团体为相关研究兴趣的地理学家提供了大量合作和交流机会。AAG还提供有知识社区，包含一系列在线协作工具。
地图学 （页面存档备份，存于）
文化和政治生态学 （页面存档备份，存于）
文化地理学 （页面存档备份，存于）
经济地理学 （页面存档备份，存于）
能源与环境 （页面存档备份，存于） （页面存档备份，存于）
地理教育 （页面存档备份，存于）
历史地理学 （页面存档备份，存于）
政治地理学 （页面存档备份，存于）
乡村地理学 （页面存档备份，存于）
水资源 （页面存档备份，存于）

## 年会
一个多世纪以来，AAG每年召开地理学界的年度学术会议。

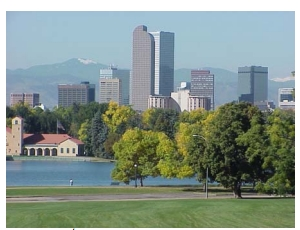
位于科罗拉多州丹佛市的美国地理学家协会年会会址。

年会有大量全球各地的地理学家参加。近年来，该会议吸引了7000到8000名与会者参加。年会提交有近4000篇论文，并有研究从地方到全球各种尺度的地理学家做演讲，相关话题多样，包括土壤湿度、气候变化、人口动态、政治不稳定性、可持续农业、自然灾害、相关技术（如地理信息系统）等。而对于最新方法和技术的讨论会也是年会的重要组成部分之一。
年会也举办包括出版商、技术公司、大学、企业和非营利性组织的大厅展览。

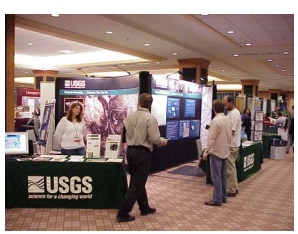
AAG年会包含政府机构、非营利性组织和出版商及科技公司等企业的展厅。

地理学家坚持田野调查方法以研究地方，因此在年会召开时也会有大量前往不同地方的野外调查团。

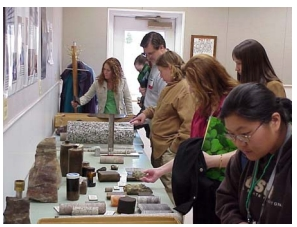
前往美国地质调查局岩心研究中心的野外调查团。

因此，该年会是学习地理学、展示研究成果、联系地理学领域其他研究者的重要渠道。

年会通常定于每年的二月到四月，2021年年会將在华盛顿州西雅图市召开。AAG也赞助秋季会议，通常分区域召开，讨论区域主题。区域划分 （页面存档备份，存于）的方法通常是包含由美国的数个州，如“大平原/落基山脉”、“西部湖区”等。

## 相关合作
AAG长期以来与政府机构、相关非营利性组织和私营产业有着大量合作关系。包括国家地理教育委员会、美国地质调查局、国立卫生研究院等等。

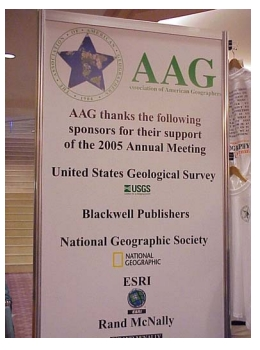
AAG年会上的标牌，显示了AAG历史上的一些合作关系。